# Mycosphaerella communis
Mycosphaerella communis är en svampart som beskrevs av Crous & Mansilla 2004. Mycosphaerella communis ingår i släktet Mycosphaerella och familjen Mycosphaerellaceae.   Inga underarter finns listade i Catalogue of Life.